# (101955) Bennu
(101955) Bennu (1999 RQ36) – planetoida należąca do grupy Apolla oraz obiektów NEO i PHA. Została odkryta 11 września 1999 roku w ramach programu LINEAR.

## Orbita
(101955) Bennu okrąża Słońce w ciągu 1 roku i 71 dni w średniej odległości 1,13 au. Nachylenie jej orbity względem ekliptyki to 6,03°, a mimośród jej orbity wynosi 0,2037. Orbita tej planetoidy całkowicie zawiera się wewnątrz orbity Marsa. W swoim ruchu orbitalnym planetoida Bennu przecina orbitę Ziemi. 
Według danych z 2021 roku, w latach 2169–2199 planetoida kilka razy zbliży się do Ziemi. Łączne prawdopodobieństwo jej uderzenia w Ziemię w czasie wszystkich tych zbliżeń wynosi 0,037%. W związku z tym NASA rozważała wysłanie ważących osiem ton pocisków, które mogą zmienić tor lotu ciała niebieskiego.

## Nazwa
Bennu był świętym ptakiem w mitologii egipskiej, związanym z Atumem, Ra i Ozyrysem. Nazwę dla planetoidy wybrano w konkursie ogłoszonym przed planowaną misją OSIRIS-REx. Przed jej nadaniem planetoida nosiła oznaczenie (101955) 1999 RQ36.

## Badania
8 września 2016 NASA wysłała do planetoidy Bennu misję OSIRIS-REx. Sonda dotarła do planetoidy 3 grudnia 2018 roku. Sonda ma m.in. pobrać próbki gruntu i dostarczyć je na Ziemię. Jest to trzeci próbnik wysłany w ramach programu New Frontiers.
Film: Wirtualna wycieczka po Bennu, węglowej asteroidzie bliskiej Ziemi. Sonda kosmiczna OSIRIS-REx przybyła w to miejsce, prawie 130 milionów km od Ziemi, sześć lat temu, 3 grudnia.
„Bennu jest wykonane z luźnego materiału słabo zbitego pod wpływem grawitacji i ma kształt bączka. […] Naukowcy spodziewali się, że powierzchnia Bennu będzie składać się z drobnoziarnistego materiału przypominającego piaszczystą plażę, ale zamiast tego powitał ich nierówny świat zaśmiecony głazy – wielkość samochodów, wielkość domów, wielkość boisk piłkarskich Teraz, dzięki danym z wysokościomierza laserowego i obrazom o wysokiej rozdzielczości z OSIRIS-REx, możemy wybrać się na wycieczkę po niezwykłym terenie Bennu”.
11 grudnia 2018 członkowie zespołu misji poinformowali, że sonda wykryła obecność grup hydroksylowych w minerałach Bennu. Odkrycie to wskazuje, że woda była obecna na większej planetoidzie, której Bennu mogła być częścią.
31 grudnia 2018 OSIRIS-REx weszła na orbitę wokół asteroidy. Bennu jest najmniejszym obiektem, wokół którego orbitował statek kosmiczny.
20 października 2020 OSIRIS-REx pobrał próbki z powierzchni asteroidy za pomocą mechanicznego ramienia.
W styczniu 2025 roku naukowcy analizujący próbki pobrane z asteroidy Bennu przez misję NASA OSIRIS-REx ogłosili odkrycie kluczowych składników życia, takich jak aminokwasy i zasady azotowe DNA i RNA. Obecność tych związków sugeruje, że warunki sprzyjające powstawaniu życia były powszechne w młodym Układzie Słonecznym. Dodatkowo, w próbkach znaleziono minerały, takie jak kalcyt i halit, wskazujące na obecność słonej wody w przeszłości Bennu. Te odkrycia wspierają hipotezę, że asteroidy mogły dostarczyć na Ziemię niezbędne składniki do powstania życia.